# مجمع المثنى
مجمع المثنى هو مجمع تجاري ضخم يقع في دولة الكويت في منطقة الصالحية، بـشارع فهد السالم ، مقابل فندق الماريوت . أشهر المحلات الموجودة هناك هي شركة المكتبات الكويتية. كان في السابق منزلا للسيد/ إبراهيم محمد صالح العدساني .